# Tensor misto
Em análise tensorial, um tensor misto é um tensor que não é nem estritamente covariante nem estritamente contravariante; pelo menos um dos índices de um tensor misto será um subscrito (covariante) e, pelo menos, um dos índices será um sobrescrito (contravariante).
Um tensor misto de tipo ou valência {\displaystyle \scriptstyle {\binom {M}{N}}}, também escrito "tipo (M, N)", com tanto M > 0 e N > 0, é um tensor o qual tem índices contravariantes M e índices covariantes N. Tal tensor pode ser definido como uma função linear
que mapeia um (M + N)-toplo de M formas-um e N vetores a um escalar.

## A alteração do tipo do tensor
Considere o seguinte octeto de tensores relacionados:
{\displaystyle T_{\alpha \beta \gamma },\ T_{\alpha \beta }{}^{\gamma },\ T_{\alpha }{}^{\beta }{}_{\gamma },\ T_{\alpha }{}^{\beta \gamma },\ T^{\alpha }{}_{\beta \gamma },\ T^{\alpha }{}_{\beta }{}^{\gamma },\ T^{\alpha \beta }{}_{\gamma },\ T^{\alpha \beta \gamma }}.
O primeiro é covariante, o último é contravariante, e os restantes são mistos. Do ponto de vista de notação, esses tensores diferem umas dos outros pela covariância/contravariância de seus índices. Um dado índice contravariante de um tensor pode ser reduzido usando-se o tensor métrico gμν, e um dado índice covariante pode ser elevado usando-se o tensor métrico inverso gμν. Então, gμν poderia ser chamado operador de redução de índice e gμν operador de elevação de índice.